# Changping, Guangxi
För andra betydelser, se Changping (olika betydelser).
Changping (kinesiska: 长坪瑶族乡, 长坪) är en socken i Kina. Den ligger i den autonom regionen Guangxi, i den södra delen av landet, 1 800 km söder om huvudstaden Peking. Antalet invånare är 1606. Befolkningen består av 749 kvinnor och 857 män. Barn under 15 år utgör 15,0 %, vuxna 15-64 år 65 %, och äldre över 65 år 18,0 %.
Klimatet i området är fuktigt och subtropiskt. Årsmedeltemperaturen i trakten är 19 °C. Den varmaste månaden är juni, då medeltemperaturen är 23 °C, och den kallaste är januari, med 10 °C. Genomsnittlig årsnederbörd är 2 375 millimeter. Den regnigaste månaden är juni, med i genomsnitt 483 mm nederbörd, och den torraste är oktober, med 44 mm nederbörd.